# Camino de Costa Rica
El Camino de Costa Rica es una ruta de senderismo de 280 kilómetros de largo a través de Costa Rica que se puede recorrer en alrededor de quince días. Se extiende desde el Océano Atlántico (costa del Caribe) iniciando en la parte más al sur de los canales de Tortuguero, hacia la montaña y a través de territorios indígenas cerca del Parque nacional Barbilla y a través de valles y cordilleras de la región central del país, justo al sur de Turrialba. y los volcanes Irazú y a través de la región cafetalera de Los Santos hasta la costa del Pacífico en Quepos. La ruta está inspirada en el Camino de Santiago en España.

## Historia
Para 2018, la población rural había disminuido del 40% de habitantes (2000) al 27% de habitantes, la pobreza alcanzaba el 25%, significativamente más alta que entre la población urbana, y los ingresos eran más de un 40% más bajos. Estos hechos, así como otros factores como el nivel de educación, el desempleo y el subempleo en las zonas rurales, dieron origen a la organización no gubernamental Asociación Mar a Mar en el año 2016. El objetivo del Camino de Costa Rica es establecer un Sendero de larga distancia de clase mundial y, a través de su éxito en traer excursionistas de todo el mundo, para mejorar la situación económica en las áreas rurales de Costa Rica.
El 65% de los turistas extranjeros en Costa Rica están interesados en el ecoturismo, que se centra en los elementos del turismo sostenible, con el objetivo de promover el intercambio de servicios, la creación de empleo, la lucha contra la pobreza y el crecimiento socioeconómico y al mismo tiempo, reducir los efectos negativos sociales, culturales y ambientales del turismo.
El sendero cuenta con la colaboración de más de cien microempresas.
Ruben Piñeiro y Orlando Zamora hicieron las primeras exploratorias de la ruta en 2017 terminando en Playa del Rey. Después se hicieron cambios a la ruta. George Horbein también cruzó por esa versión del camino con Orlando en esos primeros años. La versión oficial de la ruta se hizo gracias a Jan Tuinstra, en 2019. Juan Antonio Chavarria y Marjorie Fernandez fueron los primeros en completarla seguida del Atlántico al Pacífico. También fueron los que primeros hicieron los “blazes” marcando el camino a su largo.  
Con el crecimiento del Camino de Costa Rica se han comenzado a realizar otras modalidades en el recorrido, por ejemplo cruces completos de Mar a Mar en modalidad Ultra Trail, como el realizado en 2022 por el equipo TRAILS, recorriendo así, de Mar a Mar en 5 días y más recientemente en 2023, se alcanzó recorrer el camino completo en 3 secciones para un total cercano de 60 horas. Katherine Guerra y Edgar José Cubero M. fueron los primeros en completarla en 3, en 4 y en 5 días en modalidades de Ultradistancia y Ultra Caminata; así también Karen Álvarez, fue parte del equipo que lo finalizó en 3 días.

## Ruta
La ruta puede iniciarse en Barra de Parismina o en Barra del Pacuare, comenzando la caminata real después de un viaje en bote para ver el Océano Atlántico hasta el punto de inicio en el Muelle de Goshen. El camino continúa por el territorio indígena Nairi-Awari, el valle de La Angostura, un camino rural al lado del Parque nacional Tapantí, el Valle de Orosi y hasta el punto más alto a 2181 metros en El Empalme y luego a través de los cafetales de Tarrazú y la Zona de los Santos y finalmente hasta su final en la ciudad de Quepos en la costa del Pacífico. Los volcanes Turrialba e Irazú se puede ver desde lejos en largos tramos del camino.
Los segmentos del sendero que atraviesan áreas indígenas deben contar con la compañía de guías de senderismo indígenas. Incluso si el resto del camino se puede hacer cuenta propia, se recomienda ir acompañado de un guía de senderismo. Esto sirve no solo para la propia seguridad e información del visitante, sino también para la misión de apoyar a la población local.
La ruta se puede hacer en diferentes etapas y existen mojones de concreto que marcan las mismas a través de toda la ruta.
Agencias que trabajan actualmente el Camino de Costa Rica: Ticos a Pata, recorre el camino por etapas los fines de semana, and UrriTrek, recorre el camino de continuo tanto con nacionales como con extranjeros.  Otras agencias como TRAILS recorren el camino de Costa Rica hasta en 6 modalidades tales como cruces de Mar a Mar en 8, 10 o más días; así también, etapas los fines de semana con senderistas nacionales principiantes o avanzados y también realizan otras modalidades de endurance como Ultra Trail y Ultra Caminata.  

## Declaratoria de interés público
El 15 de octubre de 2024 se dio segundo debate en la Asamblea Legislativa al proyecto de ley 24.098 que declara de interés público el desarrollo turístico del Camino de Costa Rica. Con esta declaratoria el Estado podrá promover el desarrollo de la infraestructura (pública, vial, marítima, de conectividad, de agua potable, de servicios, entre otras) y las inversiones en turismo en la zona, bajo un esquema de desarrollo sostenible y un manejo adecuado del medio ambiente, que fortalezcan la condición social y económica del Camino de Costa Rica.
Está pendiente de darse la firma con la orden de ejecución por parte de la Presidencia de la República para que sea Ley de la República.

## Galería
|           |
| Parismina |

|                  |
| Volcán Turrialba |

|           |
| Cafetales |

|                                |
| Volcán Turrialba y Río Pacuare |